# Асикага Удзинохимэ
Асикага Удзихимэ (яп. 足利 氏姫; 1574 — 6 июня 1620), также известная как Асикага-но Удзихимэ и Асикага Удзинохимэ, — японская женщина-воин (онна-бугэйся) периода Сэнгоку, 6-й и последний кога-кубо.

## Биография
Асикага Удзихимэ была дочерью 5-го кога-кубо Асикаги Ёсиудзи и Дзёко-ин, дочери Ходзё Удзиясу. Она была обучена боевым искусствам и получила образование при высшем дворе. В 1583 году, когда её отец умер, не оставив наследника мужского пола, Удзихимэ приняла в возрасте девяти лет титул кога-кубо (титул, эквивалентный сёгуну в Канто) и унаследовала область, соответствовавшую княжеству Кога.
Удзихимэ владела замком Кога. Даже когда сёгунат Асикага прекратил своё существование, Удзинохимэ продолжала играть важную роль в управлении регионом Канто, она была союзником рода кланом Го-Ходзё и владела своими землями, находясь под защитой своего дяди Ходзё Удзимасы.
В 1590 году Тоётоми Хидэёси начал военную кампанию, направленную против рода Ходзё, последнего препятствия для объединения Японии под его началом. Род Тоётоми сумел взять замок Одавара в том же году, клан Ходзё был изгнан, а Удзимасе было приказано совершить сэппуку вместе со своим братом Ходзё Удзитэру. Завоёванные земли, включая владения Удзинохимэ, перешли к Токугаве Иэясу.
В том же 1590 году Удзинохимэ была переведена во дворец Коносу, располагавшийся на территории нынешней префектуры Ибараки, получив его во владение. В 1591 году Тоётоми Хидэёси распорядился выдать её замуж за Асикагу Кунитомо. Когда Кунитомо умер в 1593 году, она сочеталась браком с его младшим братом Асикагой Ёриудзи (позже известного как Кицурэгава Ёриудзи), от которого родила сына. Брак между Удзинохимэ и Ёриудзи положил начало формированию новому роду ― Кицурэгава. Ёриудзи получил новые владения, но Удзинохимэ отказалась менять свои, поэтому она продолжила владеть дворцом Коносу, а Ёриудзи проживал в другом замке.
Супруги управляли кланом Кицурэгава до дня её смерти, 6 июня 1620 года. Основанный Удзинохимэ клан процветал в течение многих лет, в частности получив статус фудай в период Эдо.